# Мадана (Грама Ніладхарі)
Грама Ніладхарі Мадана (№ W/24) — Грама Ніладхарі підрозділу ОС Дамана, округ Ампара, Східна провінція, Шрі-Ланка.

## Демографія
| Населення (2007) | Населення (2007) | Населення (2007) | Населення (2007) | Населення (2007) |
| Населення        | Чоловіки         | Жінки            | Діти             | Дорослі          |
| ---------------- | ---------------- | ---------------- | ---------------- | ---------------- |
| 1024             | 493              | 531              | 340              | 684              |